# Розовошапочный пёстрый голубь
Розовошапочный пёстрый голубь (лат. Ptilinopus regina) — птица из семейства голубиных.

## Описание
Длина тела птицы 22 — 24 см. Вес около 100 грамм. Брюхо оранжевой окраски, шея и грудь серая. На горле крупное жёлтое пятно. Преимущественная окраска верхней стороны второстепенных маховых перьев зеленовато-жёлтая с синими вершинами. Красное пятно на темени, обрамлено сзади жёлтой полосой (имеется только у 3 подвидов из 5). Самка и самец окрашены одинаково. У молодых птиц ярче выражены зелёный оттенок окраски и отсутствует красное пятно на голове.

## Ареал
Прибрежные районы восточной, северной и северо-восточной Австралии, Новая Гвинея, Малые Зондские острова, Молуккские острова, Тимор.

## Образ жизни
Оседлый вид. Населяет леса, мангровые заросли. Основу рациона составляют плоды и семена. В кладке обычно 1 белое яйцо.